# متحف يوسف عبد الرحمن المشوح
متحف يوسف عبد الرحمن المشوح أحد متاحف مدينة الرياض في محافظة الدوادمي، أسسه يوسف عبد الرحمن المشوح، يحوي المتحف ما يقارب من 3500 قطعة تراثية تشمل جميع أنشطة الحياة واحتياجات الإنسان في ذلك الزمان، ويشغل المتحف مبنى شعبي بطول 29 متر وعرض 19 متر، يتكون من صالة عرض كبيرة بطول 16 متر وعرض 9,5 متر تضم الكم الأكبر من القطع التراثية بداخلها غرفتان إحداهما تضم أدوات القهوة وكذلك الأسلحة وأدوات الحرب والأخرى تضم ما يخص المرأة من الملابس النسائية وأدوات الزينة.
ويوجد بالصالة ممران أحدهما يعترض أمام المدخل والآخر يبدأ من المدخل بشكل رأسي إلى عمق القاعة وتحوي مجموعة من القطع التراثية، ومن مكونات المتحف أيضا عدد 4 غرف عرض بها كميات من محتويات المتحف من القطع التراثية وقد خصصت كل غرفة لنشاط معين فإحداهما تضم أدوات الطبخ والمأكل والمشرب والأخرى تضم أدوات الزراعة والثالثة تضم أدوات الإنارة والرابعة تضم بعض الفخاريات والجلديات، ويوجد في منتصف المتحف صالتان (مصباحان بالمسمى التراثي) عرض بهما أيضا مجموعة من القطع التراثية الثقيلة وزنا والكبيرة حجما كأبواب المنازل والأدوات الحجرية.